# 靈棋經
《靈棋經》，中國古代的占卜書。書中記述了以拋擲十二枚特製棋子為手段的占卜方法，其法被稱作「靈棋卜法」或「靈棋課法」。

## 源流
《靈棋經》的成書時間未有定論。《四庫全書總目提要》稱「則是書本出自六朝以前」。最早介紹此書卜法的是生活於东晋末年至南朝宋的劉敬叔，可知此書所成當在此以前。該書作者亦衆說紛紜。劉敬叔在《異苑》中稱此法由黃石公傳給張良，後東方朔亦用之，其後隱秘不傳，至晉朝寧康年間又由一個老翁傳於襄城的法味道人，方才留存至今。《靈棋經》的敦煌寫本、日本抄本和《正統道藏》本中有與此類似的描述，還加上了此法曾傳劉安的記述。儘管如此，由於這些說法所托作者大都是歷史上知名人物而與民間方術、神仙故事關係密切者，且各種記述又頗多含混，歷來被不少學者如晁公武、吳師道和劉基等質疑為後人依托附會。自宋明以後，一般各種流傳本子都署東方朔之名。
《靈棋經》有多個版本。敦煌遺書中有數個殘卷經綴合後可見存留有一卷《靈棋卜經》寫本和一卷無題寫本，兩個本子都是殘本，寫於唐末至宋初。傳世的本子一般是二卷本，多是明清刻本，具有代表性的是《正統道藏》本《靈棋本章正經》和明朝汪浩刊本。日本有室町時代的數個抄本存留，其祖本源於其時日本與南宋的貿易活動。

## 主要內容

### 卜法
使用十二枚分別寫有“上”“中”“下”的棋子，拋擲棋子後，將實際呈現各種不同字樣的數目，按排列組成各種卦象。

### 一百二十五卦
《靈棋經》將卦象分為一百二十五卦，書中依各卦記錄其卦名、棋型和卦辭等信息。各卦名均為六字，卦辭則為四言。